# Trojiško jezero
Trojiško jezero, tudi Gradiško jezero, je umetno jezero v Sloveniji, ki se nahaja v občini Sveta Trojica v Slovenskih goricah, v bližini Svete Trojice. Jezero je nastalo z zajezitvijo potoka Velka kot eno petih jezer v Pesniški dolini v drugi polovici 19. stoletja in obsega dobrih 45 ha. 
Trojiško jezero je namenjeno pretežno ribogojništvu in ribolovu. V jezeru so naslednje vrste rib; linji, krapi, ščuke, somi, smuči, ploščiči, kleni, rdečeoke, ostriži in rdečerepke.
Jezero pa ima tudi velik naravnovarstveni pomen, saj severni del jezera obdajajo naravni sistemi ekoremediacij. Ekoremadicije so sistemi naravnih procesov za obnovo in zaščito voda. 